# Élections générales espagnoles de 2016 en Catalogne
Les élections générales espagnoles de 2016 (en espagnol : Elecciones generales de España de 2016) se sont tenues le dimanche 26 juin 2016 afin d'élire les 350 députés et 208 des 266 sénateurs de la XIIe législature des Cortes Generales. 47 députés sont élus en Catalogne.

## Résultats

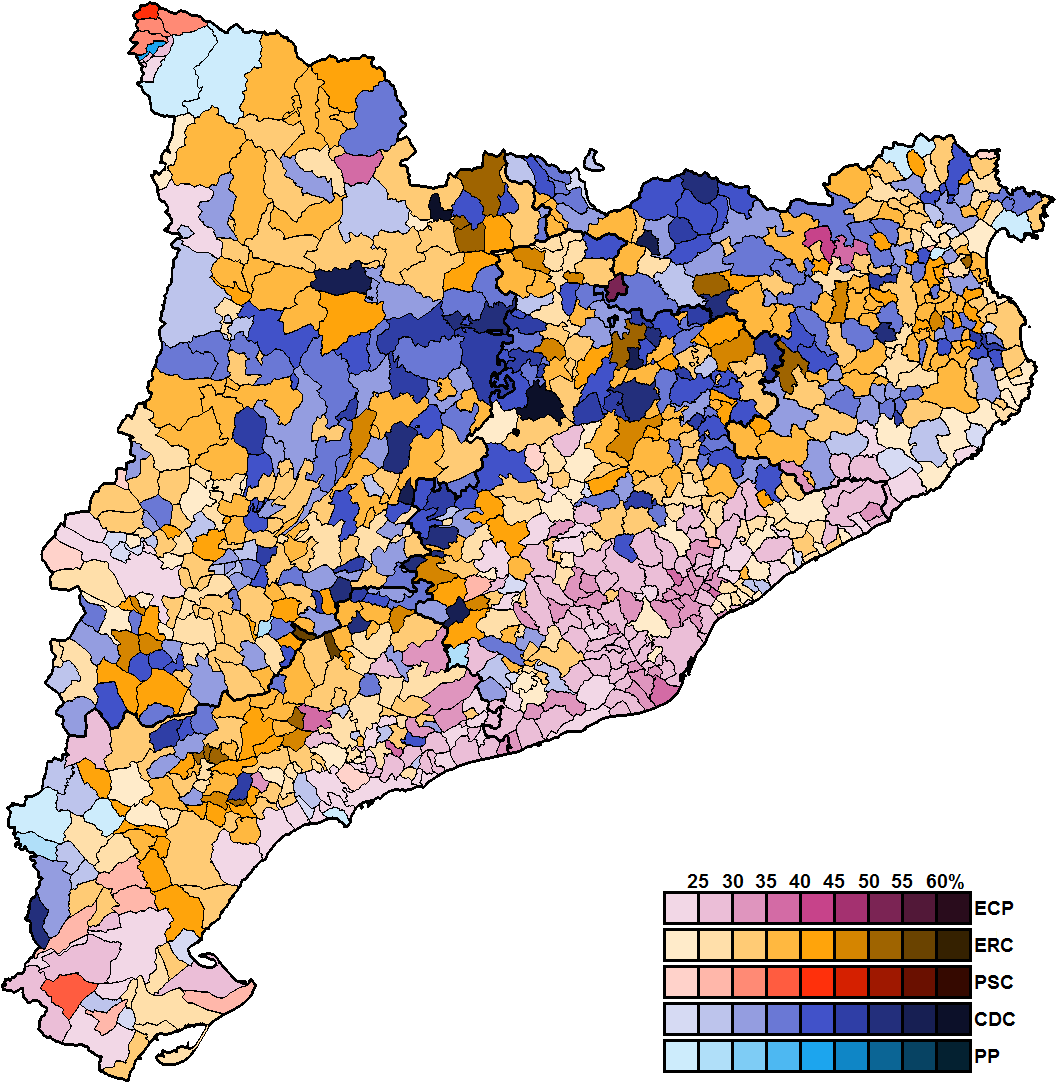
Résultats par commune.

| Parti                  | Parti                                                   | Voix      | %     | +/-           | Sièges | +/-           |
| ---------------------- | ------------------------------------------------------- | --------- | ----- | ------------- | ------ | ------------- |
|                        | En Comú Podem (ECP-UP)                                  | 853 102   | 24,53 | 0,18          | 12     | en stagnation |
|                        | Gauche républicaine de Catalogne (ERC–CatSí)            | 632 234   | 18,18 | 2,19          | 9      | en stagnation |
|                        | Parti des socialistes de Catalogne (PSC-PSOE)           | 559 870   | 16,10 | 0,41          | 7      | 1             |
|                        | Convergence démocratique de Catalogne (CDC)             | 483 488   | 13,90 | 1,18          | 8      | en stagnation |
|                        | Parti populaire (PP)                                    | 464 538   | 13,36 | 2,24          | 6      | 1             |
|                        | Ciudadanos (Cs)                                         | 380 497   | 10,94 | 2,11          | 5      | en stagnation |
|                        | Parti animaliste contre la maltraitance animale (PACMA) | 59 897    | 1,72  | 0,55          | 0      | en stagnation |
|                        | Recortes Cero-Grupo Verde (RC-GV)                       | 9 730     | 0,28  | 0,06          | 0      | en stagnation |
|                        | Parti communiste du peuple catalan (PCPC)               | 4 348     | 0,13  | 0,06          | 0      | en stagnation |
|                        | Plateforme pour la Catalogne (PxC)                      | 724       | 0,02  | Abs.          | 0      | en stagnation |
|                        | Vox                                                     | 198       | 0,01  | en stagnation | 0      | en stagnation |
|                        | Vote blanc                                              | 28 939    | 0,83  | 0,15          |        |               |
|                        |                                                         |           |       |               |        |               |
| Suffrages exprimés     | Suffrages exprimés                                      | 3 477 565 | 99,33 |               |        |               |
| Votes nuls             | Votes nuls                                              | 23 400    | 0,67  |               |        |               |
| Total                  | Total                                                   | 3 500 965 | 100   | -             | 47     | en stagnation |
| Abstention             | Abstention                                              | 2 018 917 | 36,58 |               |        |               |
| Inscrits/Participation | Inscrits/Participation                                  | 5 519 882 | 63,42 |               |        |               |

### Résultats par provinces

#### Barcelone
| Parti                  | Parti                                                   | Voix      | %     | +/-  | Sièges | +/-           |
| ---------------------- | ------------------------------------------------------- | --------- | ----- | ---- | ------ | ------------- |
|                        | En Comú Podem (ECP-UP)                                  | 694 315   | 26,26 | 0,62 | 9      | en stagnation |
|                        | Parti des socialistes de Catalogne (PSC-PSOE)           | 444 812   | 16,82 | 0,57 | 5      | en stagnation |
|                        | Gauche républicaine de Catalogne (ERC–CatSí)            | 438 126   | 16,57 | 2,08 | 5      | en stagnation |
|                        | Parti populaire (PP)                                    | 357 759   | 13,53 | 2,27 | 4      | en stagnation |
|                        | Convergence démocratique de Catalogne (CDC)             | 323 824   | 12,25 | 1,00 | 4      | en stagnation |
|                        | Ciudadanos (Cs)                                         | 305 075   | 11,54 | 2,00 | 4      | en stagnation |
|                        | Parti animaliste contre la maltraitance animale (PACMA) | 47 660    | 1,80  | 0,60 | 0      | en stagnation |
|                        | Recortes Cero-Grupo Verde (RC-GV)                       | 8 006     | 0,30  | 0,08 | 0      | en stagnation |
|                        | Parti communiste du peuple catalan (PCPC)               | 3 275     | 0,12  | 0,07 | 0      | en stagnation |
|                        | Vote blanc                                              | 21 081    | 0,80  | 0,17 |        |               |
|                        |                                                         |           |       |      |        |               |
| Suffrages exprimés     | Suffrages exprimés                                      | 2 643 933 | 99,40 |      |        |               |
| Votes nuls             | Votes nuls                                              | 15 885    | 0,60  |      |        |               |
| Total                  | Total                                                   | 2 659 818 | 100   | -    | 31     | en stagnation |
| Abstention             | Abstention                                              | 1 471 501 | 35,62 |      |        |               |
| Inscrits/Participation | Inscrits/Participation                                  | 4 131 319 | 64,38 |      |        |               |

#### Gérone
| Parti                  | Parti                                                   | Voix    | %     | +/-  | Sièges | +/-           |
| ---------------------- | ------------------------------------------------------- | ------- | ----- | ---- | ------ | ------------- |
|                        | Gauche républicaine de Catalogne (ERC–CatSí)            | 80 824  | 26,25 | 2,79 | 2      | en stagnation |
|                        | Convergence démocratique de Catalogne (CDC)             | 71 453  | 23,21 | 1,79 | 2      | en stagnation |
|                        | En Comú Podem (ECP-UP)                                  | 53 277  | 17,31 | 1,05 | 1      | en stagnation |
|                        | Parti des socialistes de Catalogne (PSC-PSOE)           | 38 558  | 12,52 | 0,14 | 1      | en stagnation |
|                        | Parti populaire (PP)                                    | 31 035  | 10,08 | 1,54 | 0      | en stagnation |
|                        | Ciudadanos (Cs)                                         | 23 748  | 7,71  | 2,14 | 0      | en stagnation |
|                        | Parti animaliste contre la maltraitance animale (PACMA) | 4 627   | 1,50  | 0,41 | 0      | en stagnation |
|                        | Plateforme pour la Catalogne (PxC)                      | 724     | 0,24  | Abs. | 0      | en stagnation |
|                        | Recortes Cero-Grupo Verde (RC-GV)                       | 583     | 0,19  | 0,08 | 0      | en stagnation |
|                        | Parti communiste du peuple catalan (PCPC)               | 382     | 0,12  | 0,06 | 0      | en stagnation |
|                        | Vote blanc                                              | 2 642   | 0,86  | 0,10 |        |               |
|                        |                                                         |         |       |      |        |               |
| Suffrages exprimés     | Suffrages exprimés                                      | 307 853 | 99,19 |      |        |               |
| Votes nuls             | Votes nuls                                              | 2 524   | 0,81  |      |        |               |
| Total                  | Total                                                   | 310 377 | 100   | -    | 6      | en stagnation |
| Abstention             | Abstention                                              | 201 989 | 39,42 |      |        |               |
| Inscrits/Participation | Inscrits/Participation                                  | 310 377 | 60,58 |      |        |               |

#### Lérida
| Parti                  | Parti                                                   | Voix    | %     | +/-  | Sièges | +/-           |
| ---------------------- | ------------------------------------------------------- | ------- | ----- | ---- | ------ | ------------- |
|                        | Gauche républicaine de Catalogne (ERC–CatSí)            | 45 525  | 25,13 | 2,82 | 1      | en stagnation |
|                        | Convergence démocratique de Catalogne (CDC)             | 40 985  | 22,62 | 1,69 | 1      | en stagnation |
|                        | En Comú Podem (ECP-UP)                                  | 30 182  | 16,66 | 1,29 | 1      | en stagnation |
|                        | Parti populaire (PP)                                    | 24 503  | 13,53 | 2,28 | 1      | 1             |
|                        | Parti des socialistes de Catalogne (PSC-PSOE)           | 22 533  | 12,44 | 0,02 | 0      | 1             |
|                        | Ciudadanos (Cs)                                         | 12 592  | 6,95  | 2,06 | 0      | en stagnation |
|                        | Parti animaliste contre la maltraitance animale (PACMA) | 1 930   | 1,07  | 0,19 | 0      | en stagnation |
|                        | Recortes Cero-Grupo Verde (RC-GV)                       | 288     | 0,16  | 0,04 | 0      | en stagnation |
|                        | Parti communiste du peuple catalan (PCPC)               | 267     | 0,15  | 0,01 | 0      | en stagnation |
|                        | Vox                                                     | 198     | 0,11  | 0,12 | 0      | en stagnation |
|                        | Vote blanc                                              | 2 156   | 1,19  | 0,12 |        |               |
|                        |                                                         |         |       |      |        |               |
| Suffrages exprimés     | Suffrages exprimés                                      | 181 159 | 99,04 |      |        |               |
| Votes nuls             | Votes nuls                                              | 1 750   | 0,96  |      |        |               |
| Total                  | Total                                                   | 182 909 | 100   | -    | 4      | en stagnation |
| Abstention             | Abstention                                              | 130 298 | 41,60 |      |        |               |
| Inscrits/Participation | Inscrits/Participation                                  | 313 207 | 58,40 |      |        |               |

#### Tarragone
| Parti                  | Parti                                                   | Voix    | %     | +/-  | Sièges | +/-           |
| ---------------------- | ------------------------------------------------------- | ------- | ----- | ---- | ------ | ------------- |
|                        | En Comú Podem (ECP-UP)                                  | 75 328  | 21,86 | 1,22 | 1      | en stagnation |
|                        | Gauche républicaine de Catalogne (ERC–CatSí)            | 67 759  | 19,66 | 2,17 | 1      | en stagnation |
|                        | Parti des socialistes de Catalogne (PSC-PSOE)           | 53 967  | 15,66 | 0,13 | 1      | en stagnation |
|                        | Parti populaire (PP)                                    | 51 241  | 14,87 | 2,64 | 1      | en stagnation |
|                        | Convergence démocratique de Catalogne (CDC)             | 47 226  | 13,70 | 1,59 | 1      | en stagnation |
|                        | Ciudadanos (Cs)                                         | 39 082  | 11,34 | 2,90 | 1      | en stagnation |
|                        | Parti animaliste contre la maltraitance animale (PACMA) | 5 680   | 1,65  | 0,53 | 0      | en stagnation |
|                        | Recortes Cero-Grupo Verde (RC-GV)                       | 853     | 0,25  | 0,01 | 0      | en stagnation |
|                        | Parti communiste du peuple catalan (PCPC)               | 424     | 0,12  | 0,07 | 0      | en stagnation |
|                        | Vote blanc                                              | 3 060   | 0,89  | 0,17 |        |               |
|                        |                                                         |         |       |      |        |               |
| Suffrages exprimés     | Suffrages exprimés                                      | 344 620 | 99,07 |      |        |               |
| Votes nuls             | Votes nuls                                              | 3 241   | 0,93  |      |        |               |
| Total                  | Total                                                   | 347 861 | 100   | -    | 6      | en stagnation |
| Abstention             | Abstention                                              | 215 129 | 38,21 |      |        |               |
| Inscrits/Participation | Inscrits/Participation                                  | 562 990 | 61,79 |      |        |               |